# Бджолоїдка індійська
Бджолоїдка індійська (Merops leschenaulti) — вид сиворакшоподібних птахів родини бджолоїдкових (Meropidae).

## Назва
Вид названо на честь французького орнітолога Жана Батиста Лешено де ла Тура (1773—1826).

## Поширення
Вид поширений в Південній та Південно-Східній Азії. Ареал виду розділений на три частини: перша — Шрі-Ланка та Південна Індія, друга простягається від Східної Індії до Індокитаю та Малайзії, третя — Суматра, Ява, Балі.

## Опис
Дрібний птах, завдовжки 18-20 см. Вага 23-33 г. Верх голови, задня частина шиї та кільце на горлі червонувато-коричневого кольору. На горлі є також додаткова чорна смуга. Від основи дзьоба через очі до вух проходить чорна смуга. Підборіддя і горло білі. Крила, спина та хвіст темно-зелені. Груди і живіт світло-зелені. Дзьоб довгий, зігнутий, чорного кольору.

## Спосіб життя
Раціон складається з летючих комах, переважно перетинчастокрилих, а також жуків, бабок, прямокрилих та метеликів. Гніздяться в численних колоніях. Кожна пара будує гніздо, викопуючи довгі тунелі в піщаних урвищах. Самиця відкладає 5-6 білих яєць.

## Підвиди
- M. l. leschenaulti Vieillot, 1817 – материкова Азія
- M. l. quinticolor Vieillot, 1817 – Індонезія
- M. l. andamanensis Marien, 1950 – Андаманські острови